# Johan Angergård
Kent Johan Angergård, född 22 mars 1974 i Åhus, Skåne är en svensk musiker och producent. Han driver även skivbolaget Labrador.
Angergård är medlem i banden Acid House Kings, Club 8, The Legends och Pallers. Utöver de egna banden har Angergård medverkat som musiker på Airliners studioalbum The Last Days of August (2003) och Pelle Carlbergs EP Riverbank (2005).
Som producent har Angergård medverkat på skivor av Airliner samt de egna banden The Legends, Club 8 och Pallers.

### Fotnoter
1. ↑  Sveriges befolkning 1990, CD-ROM, Version 1.00, Riksarkivet (2011)
2. ↑  ”Johan Angergård”. Svensk filmdatabas. http://www.sfi.se/sv/svensk-filmdatabas/Item/?type=PERSON&itemid=332599&ref=%2ftemplates%2fSwedishFilmSearchResult.aspx%3fid%3d1225%26epslanguage%3dsv%26searchword%3dangerg%C3%A5rd%26type%3dPerson%26match%3dBegin%26page%3d1%26prom%3dFalse. Läst 29 februari 2012.
3. ↑  Arvidsson, Henrik (11 februari 2007). ”Pophund med hög svansföring”. Dagens Nyheter. http://www.dn.se/kultur-noje/musik/pophund-med-hog-svansforing. Läst 22 december 2011.
4. 1 2 3  ”Johan Angergård”. Discogs.com. http://www.discogs.com/artist/Johan+Angerg%C3%A5rd. Läst 29 februari 2012.